# ۱۹۴۳

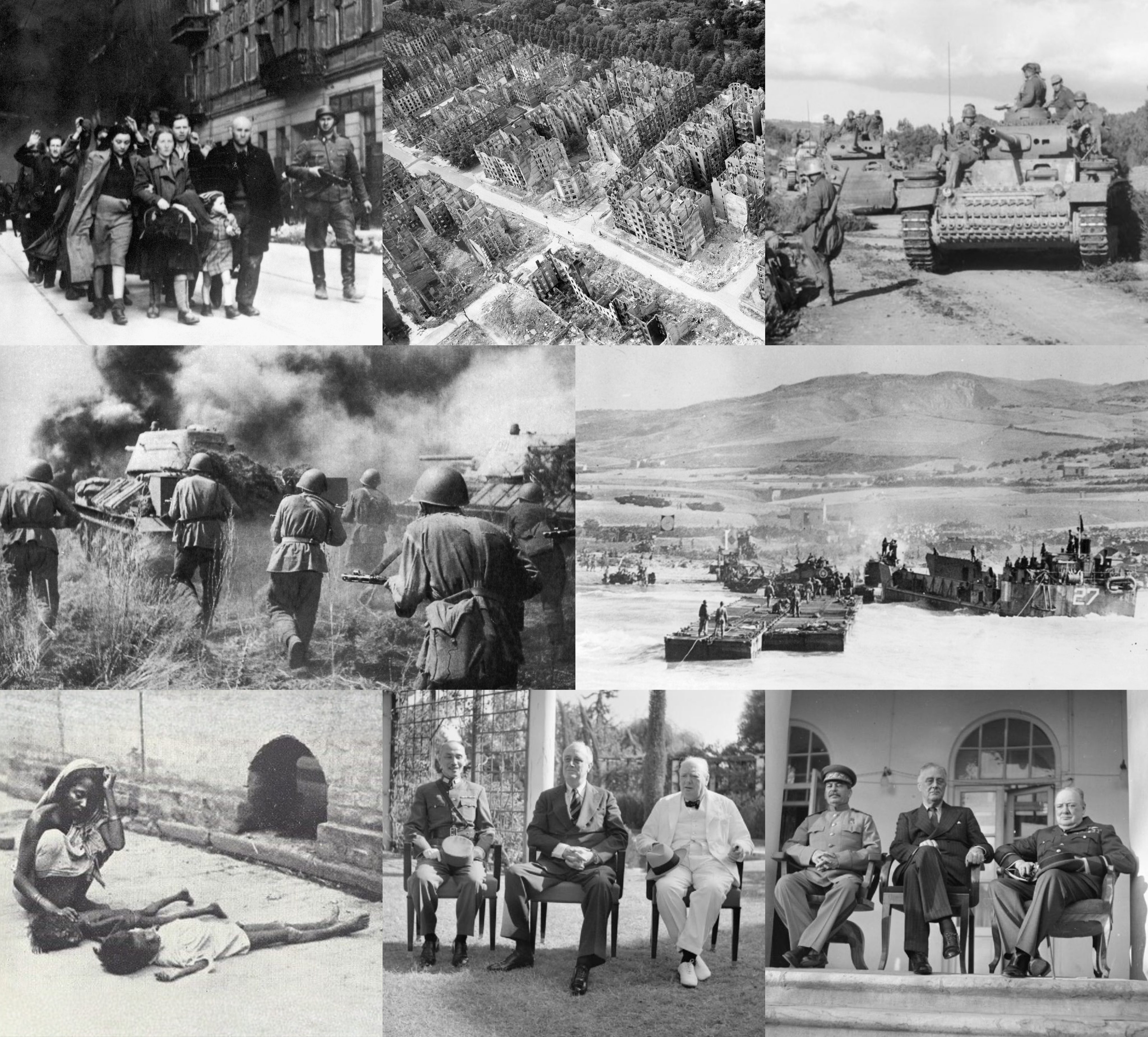

۱۹۴۳ میلادی. چهل و سومین سال قرن بیستم میلادی.

## زادروزها
متولدین ژانویه
- ۱ ژانویه – دان نوولو، بازیگر و فیلمنامه‌نویس آمریکایی
- ۶ ژانویه - تری ونبلز، بازیکن فوتبال بریتانیایی
- ۱۰ ژانویه - جیم کروچی، خواننده-ترانه‌سرا، موسیقی‌دان، خواننده، و ترانه‌سرا آمریکایی
- ۱۵ ژانویه - مارگرت بکت، سیاست‌مدار بریتانیایی
- ۱۶ ژانویه – رونی میلساپ، خواننده و موسیقی‌دان اهل آمریکا
- ۱۸ ژانویه - کی گرانگر، سیاست‌مدار آمریکایی
- ۲۵ ژانویه - توبی هوپر، فیلمنامه‌نویس، تهیه‌کننده، و کارگردان آمریکایی
- ۲۸ ژانویه - جان بک (هنرپیشه)، بازیگر آمریکایی

متولدین فوریه
- ۳ فوریه - بلایث دانر، بازیگر آمریکایی
- ۲۶ فوریه - بیل دوک، بازیگر و کارگردان آمریکایی

متولدین مارس
- ۹ مارس - بابی فیشر، شطرنج باز و قهرمان  شطرنج آمریکایی
- ۱۸ مارس - کوین دابسن، بازیگر و کارگردان آمریکایی
- ۲۵ مارس - پل مایکل گلیسر، بازیگر و کارگردان آمریکایی
- ۲۶ مارس - باب وودوارد، ژورنالیست و نویسنده آمریکایی
- ۳۱ مارس - کریستوفر واکن، فیلمنامه‌نویس، بازیگر، و کارگردان آمریکایی

متولدین آوریل
- ۵ آوریل - ماکس گیل، بازیگر آمریکایی
- ۲۸ آوریل - جان الیور کریتن، افسر و فضانورد آمریکایی

متولدین مه
- ۵ مه - مایکل پیلین، بازیگر و کمدین بریتانیایی
- ۲۷ مه - بروس وایتز، بازیگر آمریکایی

متولدین ژوئن
- ۴ ژوئن - جویس مایر، نویسنده آمریکایی
- ۶ ژوئن - ریچارد اسمالی، شیمی‌دان آمریکایی
- ۸ ژوئن - کالین بیکر، بازیگر و کاشف بریتانیایی
- ۱۳ ژوئن - مالکوم مک‌داول، صداپیشه و بازیگر بریتانیایی
- ۱۴ ژوئن - جیمز سنسنبرنر، سیاست‌مدار و وکیل آمریکایی
- ۱۶ ژوئن - جوآن ون آرک، بازیگر آمریکایی

متولدین ژوئیه
- ۱۰ ژوئیه - آرتور اش، افسر، بازیکن تنیس، و ورزشکار آمریکایی
- ۱۶ ژوئیه - رینالدو آرناس نمایش‌نامه‌نویس، نویسنده و شاعر کوبایی
- ۲۶ ژوئیه - میک جگر، خواننده-ترانه‌سرا، موسیقی‌دان، بازیگر، و گیتاریست بریتانیایی
- ۲۸ ژوئیه - ریچارد رایت (نوازنده)، خواننده-ترانه‌سرا و آهنگساز بریتانیایی

متولدین اوت
- ۲ اوت - ماکس رایت، بازیگر آمریکایی
- ۹ اوت - کن نورتون، بازیگر و بوکسور آمریکایی
- ۱۷ اوت - رابرت دنیرو، بازیگر و تهیه کننده آمریکایی
- ۱۸ اوت - جیانی ریورا، بازیکن فوتبال و سیاست‌مدار ایتالیایی
- ۲۰ اوت - سیلوستر مک‌کوی، بازیگر و کاشف بریتانیایی
- ۲۷ اوت - تیوزدی ولد، بازیگر آمریکایی

متولدین سپتامبر
- ۱ سپتامبر - دان استراود، بازیگر آمریکایی
- ۳ سپتامبر - ولری پرین، بازیگر و مدل آمریکایی
- ۶ سپتامبر - راجر واترز، خواننده انگلیسی
- ۹ سپتامبر - آرت لافلئور، بازیگر آمریکایی
- ۲۲ سپتامبر - تونی بازیل، خواننده، موسیقی‌دان، بازیگر و کارگردان آمریکایی
- ۲۸ سپتامبر - جی تی والش، بازیگر آمریکایی

متولدین اکتبر
- ۱ اکتبر - ژان-ژاک آنو، فیلمنامه‌نویس، تهیه‌کننده، و کارگردان فرانسوی
- ۸ اکتبر - چوی چیس، بازیگر آمریکایی
- ۱۵ اکتبر - پنی مارشال، تهیه‌کننده، بازیگر، و کارگردان آمریکایی
- ۱۷ اکتبر – آرنولد کارپلاس، معمار اهل اتریش
- ۲۲ اکتبر - کاترین دنو، تهیه‌کننده و بازیگر فرانسوی
- ۲۷ اکتبر - کامرون آرگانزیانو، بازیگر آمریکایی
- ۳۱ اکتبر - پل فرامپتون، فیزیک‌دان و نویسنده بریتانیایی

متولدین نوامبر
- ۱۲ نوامبر - والاس شاون، بازیگر و نویسنده آمریکایی
- ۱۷ نوامبر - لورن هوتن، بازیگر آمریکایی
- ۲۴ نوامبر - دیو بینگ، بازیکن بسکتبال و سیاست‌مدار آمریکایی

متولدین دسامبر
- ۱۱ دسامبر - جان کری، افسر، دیپلمات، وکیل، و سیاست‌مدار آمریکایی
- ۱۷ دسامبر - ران گیزین، موسیقی‌دان و آهنگساز بریتانیایی
- ۲۱ دسامبر - جک نانس، بازیگر آمریکایی
- ۲۳ دسامبر - سیلویا، شهبانوی سوئد

## مرگ‌ها
- ۱۴ فوریه داوید هیلبرت، ریاضیدان آلمانی.
- ۱۰ مارس – تالی مارشال، بازیگر آمریکایی (ز. ۱۸۶۴)
- ۷ آوریل – آلکساندر میلران، سیاست‌مدار فرانسوی (ز. ۱۸۵۹)
- ۱۸ اوت – هانس یشونک، سرباز آلمانی (ز. ۱۸۹۹)
- ۲۱ اوت – هنریک پونتوپیدان، نویسنده دانمارکی (ز. ۱۸۵۷)
- ۲۳ سپتامبر – الینور گلین، بازیگر بریتانیایی (ز. ۱۸۶۴)
- ۹ اکتبر – پیتر زیمان، فیزیک‌دان هلندی (ز. ۱۸۶۵)
- ۱۹ اکتبر – کامیل کلودل، مجسمه‌ساز فرانسوی (ز. ۱۸۶۴)
- ۲۳ اکتبر – بن برنی، بازیگر و موسیقی‌دان آمریکایی (ز. ۱۸۹۱)
- ۳۰ اکتبر – مکس راینهاردت، بازیگر و کارگردان اتریشی (ز. ۱۸۷۳)
- ۷ نوامبر – دوایت فرای، بازیگر آمریکایی (ز. ۱۸۹۹)
- ۲۳ نوامبر – چارلز ری (هنرپیشه)، بازیگر، فیلمنامه‌نویس، تهیه‌کننده، نویسنده، و کارگردان آمریکایی (ز. ۱۸۹۱)
- ۲۶ نوامبر – ادوارد اوهر، افسر آمریکایی (ز. ۱۹۱۴)
- ۱۵ دسامبر – فتس والر، پیانیست، آهنگساز، و خواننده آمریکایی (ز. ۱۹۰۴)
- ۳۰ دسامبر – هوبرت باسورث، تهیه‌کننده، فیلمنامه‌نویس، بازیگر، و کارگردان آمریکایی (ز. ۱۸۶۷)